# Me Against the Music
»Me Against the Music« je pesem ameriške glasbenice Britney Spears z njenega četrtega glasbenega albuma, In the Zone, ki jo je hkrati zapela tudi Madonna. Pesem je izšla 20. oktobra 2003 preko založbe Jive Records kot prvi in glavni singl z albuma. Potem, ko so nekaj časa preživeli skupaj v noči v New York Cityju, sta Christopher Stewart in Penelope Magnet pričela delati na pesmi za Britney Spears. Med vajami za podelitev nagrad MTV Video Music Awards leta 2003 je Britney Spears pesem izvedla za Madonno in jo vprašala, če bi z njo posnela duet zanjo. Pesem »Me Against the Music« sestavljajo elementi hip hopa in funka, velik poudarek pa je na kitarah. Britney Spears in Madonna se izmenjujeta pri petju kitic, besedilo pa govori o borbi z glasbo in užitku ob sproščanju na plesišču.
Pesem »Me Against the Music« je s strani kritikov prejela mešane ocene. Nekateri so menili, da najmočnejša plesna pesem z albuma In the Zone, drugi pa so bili razočarani, saj se jim je zdela preskromna. Singl je užival v velikem komercialnem uspehu, saj je zasedel prvo mesto na avstralski, madžarski, evropski, danski, irski in španski glasbeni lestvici. Uvrstil se je na drugo mesto lestvic v Kanadi, Italiji, na Norveškem in v Združenem kraljestvu ter med prvih pet v še številnih drugih državah. Pesem je leta 2004 prejela nagrado Billboard Music Awards v kategoriji za »najboljši dance singl leta«. Videospot zanjo prikazuje Britney Spears in Madonno pred nočnim klubom. Nekaj časa se lovita in nazadnje Britney Spears najde Madonno; videospot se konča z njunim poljubom. Glasbeni kritiki so videospotu dodelili v glavnem pozitivne ocene, večkrat pa so napisali, da prikazuje simbolični seksualni vlogi med ženskama.
Britney Spears je pesem »Me Against the Music« v živo izvedla ob številnih priložnostih, med drugim tudi ob začetku iger NFL leta 2003, v oddaji Saturday Night Live, na podelitvi nagrad American Music Awards leta 2003 in v oddaji Total Request Live. Z remixom pesmi je nastopila tudi na turnejah The Onyx Hotel Tour (2004) in The Circus Starring Britney Spears (2009). Svojo verzijo »Me Against the Music« je posnela tudi francoska glasbena skupina Justice, videospot zanjo, v katerem se pojavi tudi Britney Spears, pa je posnela igralska zasedba televizijske serije Glee.

## Ozadje in pisanje
Ameriška producenta Christopher »Tricky« Stewart in Penelope Magnet, ki sta prepoznavna pod skupnim imenom RedZone Entertainment, sta Britney Spears predstavila tretjo pesem, ki sta jo napisala in producirala, imenovano »Pop Culture Whore«. Čeprav je bila pesem njenim menedžerjem všeč, jo je Britney Spears, saj naj bi bila »zanič«. Potem, ko sta nekaj časa preživela z njo v noči v New York Cityju, saj sta želela »vstopiti v njen svet«, kot je razložila Penelope Magnet, jima je bilo lažje »resnično pisati in vedeti, kaj bi rekla in česa ne, spoznati njen resnični značaj«. Christopher Stewart in Penelope Magnet sta pričela delati na osnutku za pesem »Me Against the Music«; Christopher Stewart se je domislil celotne pesmi, Penelope Magnet pa je napisala klavirsko melodijo in del besedila. Potem, ko ga je Christian Stewart prosil, da se mu pridruži pri pisanju pesmi za Britney Spears, je pri projektu pričel sodelovati tudi ameriški producent The-Dream. Razložil je: »Enostavno sem se želel vplesti v tisti posel. Sem v Atlanti in se vozim domov v kadilaku iz leta 1992, ko mi nenadoma zazvoni telefon [...] Po pogovoru odložim in začnem spuščati vesele zvoke.« Med snemalno sejo je, kot je povedal Christopher Stewart, za tri dneve odpovedal sistem prezračevanja, vendar se Britney Spears »ni pritoževala ali kaj takega in zdelo se mi je, da je do tja, kjer je zdaj, prilezla z razlogom.«
Na vajah za njun nastop na podelitvi nagrad MTV Video Music Awards leta 2003 je Britney Spears Madonni zapela dokončano verzijo pesmi »Me Against the Music«. Potem, ko je Madonna dejala, da ji je pesem všeč, jo je Britney Spears vprašala, če bi posnela duet pesmi z njo. RedZone je osnutek pesmi »Me Against the Music« poslal Madonni, ki je sama posnela in uredila svoje vokale, s čimer so pesem spremenili v duet. Britney Spears, ki je bila tudi sama že več let velika Madonnina oboževalka, je bila »več kot le presenečena«, ko je slišala njen del pesmi. Dejala je: »Prosila sem jo samo, da bi naredila majhno stvar, vendar se je temu resnično posvetila. Veliko stvari je izboljšala.« Založba Jive Records je upala, da bodo kot prvi singl z albuma izdali pesem »Outrageous«, vendar se je Britney Spears odločila za pesem »Me Against the Music«. Potem, ko je pesem prvič izvedla na otvoritvi iger NFL leta 2003, Britney Spears ni želela odgovoriti na vprašanje, ali bo pesem prvi singl z albuma, vendar je povedala, da »so v pesmi skrita neka presenečenja, ki prihajajo na površje in to me zelo veseli.« 16. septembra 2003 so potrdili, da bo pesem »Me Against the Music« izšla kot prvi singl z albuma In the Zone. 30. septembra 2003 so singl poslali ameriškim radijem.

## Sestava
Pesem »Me Against the Music« je dance-pop pesem z nekaterimi elementi hip hopa in funka ter z veliko poudarka na kitarah. Pesem, ki jo poje tudi Madonna, je bila kot duet sestavljena šele potem, ko je slednja sama posnela svoje vokale. Britney Spears in Madonna med pesmijo izmenično pojeta verze, del pesmi pa Madonna zapoje samostojno. Christopher Stewart je petje v pesmi opisal kot »na pol rapanje, na pol petje«, pesem samo pa kot »zelo ritmično«. Po podatkih spletne strani Musicnotes.com, ki je v lasti podjetja Hal Leonard Corporation, se vokali Britney Spears in Madonne v pesmi »Me Against the Music« raztezajo od F3 do B4. Gavin Mueller iz revije Stylus je vokale Britney Spears v tej pesmi opisal kot »privlačne in soparne« ter jih primerjal z vokali Princa.
V pesmi Britney Spears in Madonna prepevata o užitkih ob sproščanju na plesišču, kar opišeta z besedami: »Sem ob mikrofonu / Poskušam prevzeti glasbo / Je kot tekmovanje« (»I'm up against the speaker / Trying to take on the music / It's like a competition«). Ob opisovanju besedila pesmi je Britney Spears dejala: »V osnovi govori o zabavi v klubu, kjer se lahko sprostiš in se boriš s komerkoli, morda tudi z glasbo.« Penelope Magnet je nadaljevala: »Je, kot da bi slišali glasbo in poskušali plesati ob pesmi, poslušati njen ritem ali pa zraven brenkati na kitaro. Je, kot da bi bila v klubu in se izgubila v glasbi.« William Shaw iz revije Blender je napisal, da Madonnine verze lahko interpetiramo tudi kot njen strah pred novim talentom, njuno razmerje pa je opisal kot »razmerje med izkušenim stražarjem in mladim novincem.«

## Sprejem kritikov
Stephen Thomas Erlewine s spletne strani Allmusic je pesem »Me Against the Music« izbral za eno izmed najboljših pesmi z albuma In the Zone. Caryn Ganz iz revije Spin je pesem označila za »dobro vrsto Britneyjine hitre plesne himne z veliko poudarka na tolkalih, ki pa se prebijajo čez vrsto zvokov, ki jih spušča sintetizator.« Dave De Sylvia iz revije Sputnikmusic je napisal: »Poleg mnogih drugih veliko slabših naslovov in refrenov, ki te precej razočarajo, je pesem idealna za prvo pesem z albuma. Je hitrejša dance pesem z dobrim imenom; za kaj še lahko prosiš.« Sal Cinquemani iz revije Slant je pesem označil za »po vsej verjetnosti enega izmed Britneyjinih najboljših trenutkov in enega izmed najhujših njene mentorice.«. Nick Southall iz revije Stylus je napisal: »Ob Madonninem nastopu v pesmi 'Me Against The Music' mi gre na bruhanje (dobesedno - njen nastop ni niti za silo, temveč vampirski, počasi v novem obdobju izgublja krono, kljub temu, da je imela prej bleščečo kariero), vendar vseeno ne more pokvariti pesmi.« Gavin Mueller, tudi novinar revije Stylus, je napisal, da singl »sestavlja zvok, podoben tistim iz premikajočih se avtomobilom, čeprav mlačna Madonna grozi, da bo uničila zabavo.«
Spence D. iz revije IGN je napisal, da je pesem »na začetku enkratna, vendar jo nazadnje hitro pozabimo, tako kot vse glasbene točke s podelitve nagrad MTV Music Video Awards leta 2003, vključno s poljubom.« Jamie Gill s spletne strani Yahoo! Music Radio je napisal: »Madonnin nastop v briliantno naslovljeni, vendar globoko zasanjani pesmi 'Me Against The Music' je bil kot postmoderna šala, oblikovana zato, da si vsi poslušalci rečejo: 'V bistvu album American Life ni bil tako slab!'« Medtem, ko je ocenjeval kompilacijo The Singles Collection, je Mayer Nissim s spletne strani Digital Spy napisal, da je pesem »najšibkejša točka tega albuma po vsej verjetnosti pesem 'Me Against The Music', ki je bila kljub temu, da vključuje tudi Madonno, izpade kot spoštljiv zaton glavne ženske glasbenice in zdi se, kot da s pesmijo naslov 'kraljice popa' predaja dekletu, ki si ga zares zasluži.« David Browne iz revije Entertainment Weekly je pesem »Me Against the Music« označil za »najbolj sramežlijvo točko albuma«. Dorian Lynskey iz revije The Guardian je pesem označil za »najbolj kičasto pesem z albuma«. Jon Pareles iz revije Rolling Stone je napisal: »Madonna prvo pesem z albuma, 'Me Against the Music', prikaže kot oglaševanje prihod Britney Spears na klubsko sceno.«
Larry Flick iz revije The Advocate je menil, da je pesem »nadaljevanje pesmi 'Into the Groove'«. Dodal je, da pesem »izstreli poslušalce v sodelovanje Britney Spears z najpopularnejšimi producenti. Kanček pesmi namiguje na  Kellyjevo produkcijo hip-hop singla 'Outrageous' ali na pesem 'Girls & Boys' Linde Perry. Namesto tega pa Britney Spears tava skozi temo, pogosto pa vsebuje elemente hip-hop, dance in elektronske glasbene zvrsti.« Ali Fenwick iz revije The Johns Hopkins News-Letter je napisala: »Namesto, da bi ustvarila nekaj akcije v duetu z Madonno, Britney Spears iz pesmi 'Me Against The Music' ni naredila plesne uspešnice, hkrati pa ne vključuje dovolj popa za uspešnico.« Linda McGee s spletne strani RTÉ.ie je napisala, da čeprav je večji del albuma In the Zone »simpatičen«, »singli, kot je 'Me Against The Music', ne kažejo veliko potenciala.« Kelefa Sanneh iz revije The New York Times je singl označila za »čudaško, prenatrpano pesem in ne serijo zvokov z zabave.« Mim Udovitch iz revije Blender je pesem »Me Against the Music« označila za »neumno«.

## Dosežki na lestvicah
25. oktobra 2003 je pesem »Me Against the Music« debitirala na petdesetem mestu glasbene lestvice Billboard Hot 100. To je bila deseta uspešnica Britney Spears, ki se je uvrstila na lestvico ter prva, ki jo je napisala sama. Pesem »Me Against the Music« je prva Madonnina pesem, ki je zasedla eno izmed prvih petdesetih mest v dvajsetih letih, po pesmi »Holiday«, ki se je na lestvico uvrstila 29. oktobra 1983. Bila je tudi prva Madonnina pesem, pri kateri Madonna ni bila samostojna izvajalka, v zgodovini, ki se je uvrstila na lestvico in njena prva pesem, ki je ni producirala sama, od pesmi »Love Don't Live Here Anymore«, izdane leta 1996. 29. novembra 2003 je pesem »Me Against the Music« na lestvici zasedla petintrideseto mesto. Poleg tega je pesem zasedla prvo mesto lestvice Hot Dance Club Songs in enajsto mesto lestvice Pop Songs. Pesem je leta 2004 prejela nagrado Billboard Music Awards v kategoriji za »najboljši dance singl leta«. Po podatkih organizacije Nielsen Soundscan je singl prodal 60.000 fizičnih izvodov in 250.000 digitalnih kopij. Pesem »Me Against the Music« je zasedla tudi drugo mesto na kanadski glasbeni lestvici.
V Avstraliji je 17. novembra 2003 pesem »Me Against the Music« debitirala na vrhu državne glasbene lestvice, kjer je nadomestila pesem Kylie Minogue, »Slow«, in tam ostala še dva tedna. Nazadnje je pesem prejela platinasto certifikacijo s strani organizacije Australian Recording Industry Association (ARIA) za 70.000 prodanih kopij izvodov. 24. novembra leta 2003 je pesem zasedla trinajsto mesto na novozelandski lestvici. Pesem »Me Against the Music« je 16. novembra 2003 debitirala na drugem mestu britanske glasbene lestvice; bolje se je prodajala samo pesem »Crashed the Wedding« glasbene skupine Busted. Pesem je tako postala najuspešnejši singl Britney Spears na britanski lestvici po pesmi »I'm Not a Girl, Not Yet a Woman«, izdani aprila leta 2002. Po podatkih organizacije The Official Charts Company je pesem v državi prodala 240.000 kopij. Pesem »Me Against the Music« je pristala tudi na vrhu evropske lestvice, kjer je ostala še tri tedne. Singl je zasedel tudi prvo mesto danske, madžarske in irske glasbene lestvice ter eno izmed prvih petih mest na belgijski (tako na flandrski kot na valonski), češki, finski, švedski, švicarski in nizozemski lestvici. Pesem »Me Against the Music« je zasedla eno izmed prvih dvajsetih mest na francoski lestvici.

## Videospot

### Razvoj
Snemanje videospota za pesem »Me Against the Music« je trajalo tri dni, posneli pa so ga v oktobru 2003 v studiu Silvercup v Long Island Cityju, New York. Videospot je režiral Paul Hunter, ki je razkril, da se na začetku v videospotu Madonna in Britney Spears nikoli nista pojavili skupaj, vendar so zgodbo nazadnje spremenili. Britney Spears naj bi bila oblečena v črno obleko, Madonna pa v belo trenirko. Britney Spears je povedala: »Videospot je veliko bolj čustven, kot moja prejšnja dela [...] To je prvi videospot za pesem, ki je nisem zapela sama in dobila sem Madonno. Zelo zanimivo je videti dva tako različna stila skupaj.« Koreografijo za videospot je sestavil Kevin Tancharoen. Na avtomobil, uporabljen v videospotu, Mazdo RX-8, se je po snemanju Britney Spears podpisala in ga donirala v dobrodelne namene organizaciji Britney Spears Foundation. Leta 2009 je Paul Hunter za MTV News govoril o videospotu. »Madonna je ikona zgodnje generacije,« je dejal. »Britney pa ikona nove generacije. Takrat je bila na vrhu [...] Zato mi je to, da sem oba svetova združil v enem videospotu predstavljalo izziv. Želel sem, da je vse skupaj podobno igri med mišijo in mačko, majhni predigri med Britney in Madonno ter tako malce draži občinstvo.«

### Zgodba
Videospot se prične z Britney Spears, ki parkira svoj športni avtomobil in odide v nočni klub v New Yorku. Vstopi v leseno sobo z veliko »popularnimi ljudmi« z rožnatimi in vijoličnimi lasmi, ki dihajo s pomočjo rezervoarja kisika. Madonna, ki je v sobi z veliko moškimi, ki kadijo cigare, jo opazuje preko televizijskih monitorjev v klubu. Nosi belo obleko ter denarnico, ki simbolizira njeno moč. Njena obleka, ki se ji tesno prilega, posebno v pasu, s čimer razkrijejo, da je Madonnino telo ženstveno in ne moško. Čeprav sobi ločuje stena, se začutita in plešeta na enako koreografijo. Julie Andsager, avtorica knjige Sex in consumer culture (2006), je napisala, da ta del videospota namiguje na to, da sta pevki v romantičnem razmerju.
Nato je Britney Spears izvedla zapleteno plesno točko znotraj črne sobe, popisane z grafiti, okoli nje pa sta zraven železnega posteljnega okvirja plesali še dve spremljevalni plesalki. Britney Spears nato prične loviti Madonno po leseni sobi in slednja vstopi v sobo, pokrito z odpadnim listjem ter nekaj časa sedi na gugalnici. Ko sobo najde Britney Spears, Madonne v njej že ni več. V videospotu Madonna izgubi svojo simbolično moč in postane bolj očitno ženstvena ter žensko družabna. Čeprav se takoj zazdi, da Britney Spears postane močnejša, si Madonna opomore in se ponovno prične družiti z moškimi s cigarami. Britney Spears se nato znajde v isti sobi z Madonno, ki jo pritisne ob steno in Madonna tik preden se poljubita, izgine. Videospot se konča z Madonninim smehom, ki se ga sliši v ozadju.

### Izid in sprejem
Videospot se je na televiziji premierno predvajal v oddaji Making the Video 21. oktobra 2003 v 23:00. Na spletu se je premierno predvajal na spletni strani Yahoo! Music. V prvih petih dneh si ga je ogledalo dva milijona ljudi. Videospot je pristal na prvem mestu lestvice AOL-ovih največkrat ogledanih videospotov, saj si ga je ogledalo 3.356.007 milijonov ljudi. Januarja 2004 je zopet pristal na vrhu te lestvice, tokrat z 1.198.920 ogledi. Jocelyn Vena iz MTV-ja je napisala: »Strani so se zamenjale - srečali sta se dve izmed najvplivnejših pop div vseh časov. [...] Superzvezdnici občinstvo (in druga drugo) mučita z umazanim videospotom.« Antonella Lazzeri iz revije The Sun je komentirala: »Samo nekaj tednov po poljubljanju na podelitvi nagrad  MTV Video Music Awards se združita za še eno kontroverzno delo. [...] Videospot pristane na vrhuncu, ko Britney Madonno pritisne ob steno in Madonna [...] izgine tik pred poljubom.«
Julie Andsager je dejala, da se strategija »izpolnjevanja fantazij« nadaljuje s poljubom Madonne in Britney Spears v videospotu za pesem »Me Against the Music«, k čemur pa je dodala: »Morda je njena seksualnost malce preveč ekstremna - vsaj za televizijo in njenih dvaindvajset let«. Laurenz Volkmann je napisal, da prikaže popolnoma drugačen vidik na različne ženske vloge med »mlajšo« in »starejšo« žensko. Pisateljica Judith Ann Peraino je komentirala: »Leta 1963 je Judy Garland Barbro Streisand vzela pod svoje okrilje in jo svetu predstavila kot odlično glasbenico in ikono gejev; leta 2003 je Madonna Britney Spears vzela pod okrilje kot ikono gejev in polimorfne spolnosti.«

## Nastopi v živo
Britney Spears je, oblečena v črne nogometne hlače, belo-črno majico in škornje znamke Reebok, s pesmijo »Me Against the Music« nastopila na otvoritvi iger NFL 4. septembra 2003 v nakupovalnem centru National Mall. Po nastopu s to pesmijo je izvedla še singla »...Baby One More Time« in »I'm a Slave 4 U«, v izvedbo slednjih pa je bilo vključenih veliko več pirotehničnih učinkov. Njena oblačila so kasneje darovali v dobrodelne namene organizaciji Britney Spears Foundation. 14. septembra 2003 je Britney Spears nenapovedano organizirala koncert v nočnem klubu Rain v hotelu Palms Casino Resort, kjer je izvedla tudi pesem »Me Against the Music«. 18. oktobra 2005 je Britney Spears pesem izvedla v devetindvajseti sezoni ameriške komične oddaje Saturday Night Live. William Shaw iz revije Blender je napisal: »Ples in petje sta enkratna, Britney Spears pa je resnično v svojem elementu. Ob petju in plesu izžareva svojo samozavest. V nekaj sekundah pa njen bleščeči klobuk odpade in njeni svetli lasje se znajdejo vsepovsod, vendar nikoli ne zgreši niti koraka. Ko pride do Madonninih vrstic, se ne more upreti, da ne bi pela zraven.« Britney Spears je otvorila podelitev nagrad American Music Awards leta 2003 z nastopom s pesmijo »Me Against the Music«. Pritrjena na žico je na oder pristala z zraka, oblečena v zlat plašč, ki pa ga je kmalu slekla in razkrila rožnato majico, črne hlače in črne škornje. Spremljala jo je skupina punk rock plesalcev, oblečenih v svetla oblačila, skupaj pa so nastopali na odru, ki je zaradi raznih rekvizitov v plamenih, neonskih napisov in velikanskim ekranom v lasvegaškem stilu.
Britney Spears je pesem izvedla tudi v koncertni specijalki Britney Spears: In the Zone, ki je preko kanala ABC izšla 17. novembra leta 2003. Naslednjega dne je Britney Spears pesem izvedla v ameriški glasbeni oddaji Total Request Live na Times Squareu, oblečena v moški klobuk in zanjo značilno majico. Pesem »Me Against the Music« je izvedla tudi v ameriških oddajah The Tonight Show with Jay Leno 17. novembra in Live with Regis and Kelly 24. novembra 2003. 8. decembra jo je izvedla na božični prireditvi v centru Staples. Remix Rishija Richa pesmi »Me Against the Music« je Britney Spears leta 2004 izvedla na turneji The Onyx Hotel Tour. Nastop se je pričel z ženskim glasom, ki je odšteval, na ekranu v ozadju pa so se prikazovale razne fotografije Britney Spears, nato pa se je na stopnicah na odru pojavila še ona sama. Britney Spears je nosila rdečo obleko, ob koncu nastopa pa je ekran postavljen precej nižje. Z odra je odšla potem, ko so občinstvo zasuli konfeti. Pesem »Me Against the Music« je leta 2009 izvedla tudi na turneji The Circus Starring Britney Spears, plesno točko, ki je vključevala tudi mudre, pa so, kot so dejali ustvarjalci, navdihnili bollywoodski filmi. Britney Spears in plesalci so nosili zelene in zlate ohlapne hlače. Jim Farber iz revije Daily News je napisal: »Na koncertu, ki vključuje smešne bollywoodske plesne točke med nastopom s pesmijo 'Me Against The Music,' spominja na pogubni film Revni milijonar.«

## Različice drugih izvajalcev
Leta 2003 so v božični epizodi ameriške televizijske serije MADtv posneli parodijo na videospot za pesem »Me Against the Music«. Lastno verzijo pesmi je posnela tudi francoska glasbena skupina Justice in pesem je kasneje skupaj s singloma »D.A.N.C.E.« in »Valentine« izšla na njihovem debitantskem glasbenem albumu † (2007). Videospot so kasneje ponovno posneli člani igralske zasedbe televizijske serije Glee za epizodo »Britney/Brittany«. Lika Brittany Pierce (Heather Morris) in Santana Lopez (Naya Rivera) med obiskom zobozdravnika dobita lokalno anastezijo. Obe doživljata enako halucinacijo, v kateri Heather Morris prevzame vlogo Britney Spears, Naya Rivera pa Madonnino vlogo. Heather Morris je razložila: »Montaža za pesem 'Me Against the Music' je dobesedno kopija originalnega videospota, izgleda podobno, samo koreografija je prilagojena plesalcem. [...] Je noro.« Ob koncu Britney Spears nadomesti Santana in Brittany potisne ob steno ter oznani, da je vse skupaj le njena fantazija. Britney Spears je pohvalila različico pesmi, saj naj bi »izgledala čisto tako, kot original« in dodala: »Santana enkratno oponaša Madonno.« Pesem se je uvrstila na triindevetdeseto mesto avstralske, štiriinpetdeseto mesto kanadske in šestinpetdeseto mesto ameriške glasbene lestvice.

## Ostale verzije
| - Avstralski CD 1 1. »Me Against the Music« – 3:43 2. »Me Against the Music« (radijski remix Petra Rauhoferja) – 3:42 3. »Me Against the Music« (remix jezne Brit) – 5:55 - Avstralski CD 2 1. »Me Against the Music« (remix Rishija Richa) – 4:32 2. »Me Against the Music« (občinstvo proti klubskemu remixu) – 7:37 3. »Me Against the Music« (Terminalheadov vokalni remix) – 7:10 4. »Me Against the Music« (inštrumentalni video remix) – 3:35 - Britanski in evropski CD s singlom 1. »Me Against the Music« – 3:43 2. »Me Against the Music« (remix Rishija Richa) – 4:33 3. »Me Against the Music« (radijski remix Petra Rauhoferja) – 3:42 4. »Me Against the Music« (remix jezne Brit) – 5:55 | - Ameriški CD s singlom 1. »Me Against the Music« – 3:43 2. »Me Against the Music« (remix Trak Starz) – 3:31 3. »Me Against the Music« (Gabrielov & Dresdenov klubski remix) – 8:51 4. »Me Against the Music« (radijski remix Petra Rauhoferja) – 3:43 5. »Me Against the Music« (remix jezne Brit) – 5:55 6. »Me Against the Music« (dvojni remix Bloodshyja & Avanta) – 5:15 7. »Me Against the Music« (remix Kanyea Westa) – 3:43 - Ameriška gramofonska plošča 1. A1. »Me Against the Music« (elektronski remix Petra Rauhoferja) – 8:17 2. A2. »Me Against the Music« (remix jezne Brit) – 5:55 3. B1. »Me Against the Music« (Gabrielov & Dresdenov klubski remix) – 8:51 4. B2. »Me Against the Music« (klubski remix Rishija Richa) – 5:34 5. C1. »Me Against the Music« (klubski remix Petra Rauhoferja) – 6:49 6. C2. »Me Against the Music« (občinstvo proti klubskem remixu) – 7:34 7. D1. »Me Against the Music« (Gabrielov & Dresdenov remix) – 7:14 8. D2. »Me Against the Music« (Terminalheadov vokalni remix) – 7:07 |

## Ostali ustvarjalci
- Britney Spears – glavni in spremljevalni vokali, tekstopiska, produkcija
- Madonna – glavni in spremljevalni vokali, tekstopisec
- RedZone Entertainment – tekstopisec, produkcija, spremljevalni vokali
- Thabiso Nikhereanye – tekstopisec
- Terius Nash – tekstopisec
- Gary O'Brien – tekstopisec, kitara
- Courtney Copeland – spremljevalni vokali
- Emma Roads – spremljevalni vokali

## Dosežki, certifikacije in procesija

### Dosežki
| Lestvica (2003)                                               | Dosežek |
| ------------------------------------------------------------- | ------- |
| Avstralija (ARIA)                                             | 1       |
| Avstrija (Ö3 Austria Top 40)                                  | 12      |
| Belgija (Flandrija; Ultratop 50)                              | 5       |
| Belgija (Valonija; Ultratop 40)                               | 3       |
| Kanada (Canadian Singles Chart)                               | 2       |
| Češka (International Federation of the Phonographic Industry) | 4       |
| Danska (Tracklisten)                                          | 1       |
| Nizozemska (Dutch Top 40)                                     | 5       |
| Evropa (European Hot 100 Singles)                             | 1       |
| Finska (YLE)                                                  | 5       |
| Francija (SNEP)                                               | 11      |
| Nemčija (Media Control Charts)                                | 5       |
| Madžarska (Mahasz)                                            | 1       |
| Irska (IRMA)                                                  | 1       |
| Italija (FIMI)                                                | 2       |
| Nova Zelandija (RIANZ)                                        | 13      |
| Norveška (VG-lista)                                           | 2       |
| Španija (Productores de Música de España)                     | 1       |
| Švedska (Sverigetopplistan)                                   | 5       |
| Švica (Media Control Charts)                                  | 4       |
| Združeno kraljestvo (UK Singles Chart)                        | 2       |
| Združene države Amerike (Billboard Hot 100)                   | 35      |
| Združene države Amerike (Hot Dance Club Play)                 | 1       |
| Združene države Amerike (Mainstream Top 40)                   | 11      |

|

### Certifikacije
| Država     | Certifikacija |
| ---------- | ------------- |
| Avstralija | Platinasta    |
| Norveška   | Zlata         |

### Lestvice ob koncu leta
| Lestvica (2003)     | Dosežek |
| ------------------- | ------- |
| Avstralija          | 48      |
| Belgija (Flandrija) | 85      |
| Belgija (Valonija)  | 81      |
| Velika Britanija    | 60      |
| Lestvica (2004)     | Dosežek |
| Avstralija          | 95      |

|
|}

### Ostali pomembnejši dosežki
| Predhodnik: »Be Faithful« od Fatmana Scoopa skupaj z The Crooklyn Clanom               | Prvo mesto na irski glasbeni lestvici 15. november 2003 – 22. november 2003                                  | Naslednik: »Mandy« od Westlife                          |
| Predhodnik: »Slow« od Kylie Minogue                                                    | Prvo mesto na avstralski glasbeni lestvici 16. november 2003 – 23. november 2003                             | Naslednik: »Angels Brought Me Here« od Guyja Sebastiana |
| Predhodnik: »Slow« od Kylie Minogue                                                    | Prvo mesto na španski glasbeni lestvici 18. november 2003                                                    | Naslednik: »Devuélveme El Aire« by Davida Bustamantea   |
| Predhodnik: »Slow« od Kylie Minogue                                                    | Prvo mesto na danski glasbeni lestvici 21. november 2003                                                     | Naslednik: »Taking Back My Heart« od Marie Lucie        |
| Predhodnik: »Where Is the Love?« od The Black Eyed Peas skupaj z Justinom Timberlakeom | Prvo mesto na evropski glasbeni lestvici 29. november 2003 – 13. december 2003                               | Naslednik: »Shut Up« od Black Eyed Peas                 |
| Predhodnik: »Believe« od Murka                                                         | Prvo mesto na ameriški glasbeni lestvici (Billboard Hot Dance Club Play) 27. december 2003 – 10. januar 2004 | Naslednik: »Are You Ready for Love« od Eltona Johna     |